# Saga (Saga)

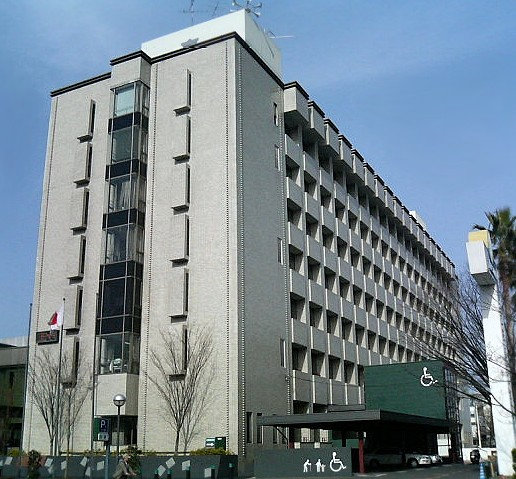
Vládní budova ve městě Saga

Saga (japonsky 佐賀市; Saga-ši) je hlavní město prefektury Saga na ostrově Kjúšú, Japonsko.
K 1. listopadu 2007 mělo město 240 066 obyvatel a hustotu osídlení 676 ob./km². Celková rozloha města je 355,15 km².
Moderní město Saga bylo založeno 1. dubna 1889.
Během období Edo ovládal město a okolí rod Nabešima, který nechal vystavět místní hrad.

## Rodáci
- Saori Arijošiová (* 1987) – fotbalistka

## Partnerská města
- Glens Falls, USA
- Jeongje, Jižní Korea
- Lien-jün-kang, Čínská lidová republika
- Limeira, Brazílie
- Warren County, USA